# René Rydlewicz
René Rydlewicz (* 18. Juli 1973 in Forst (Lausitz), Bezirk Cottbus, DDR), nach seiner Heirat René Rydlewicz-Gubanow, ist ein deutscher Fußballtrainer und ehemaliger Fußballspieler.

## Karriere
Rydlewicz begann bei der BSG Chemie Döbern mit dem Fußballspiel. Über Energie Cottbus und BFC Dynamo kam er als 17-Jähriger zu Bayer 04 Leverkusen, wo er als 19-Jähriger am 14. August 1992 sein Debüt in der Fußball-Bundesliga gab. Schon zuvor war Rydlewicz mit 16 Jahren und einer Sondergenehmigung des DFV beim Spiel des BFC Dynamo gegen Energie Cottbus aufgelaufen und damit der jüngste DDR-Oberliga-Spieler aller Zeiten. Im Mai 1989 wurde Rydlewicz, zu diesem Zeitpunkt noch 15 Jahre alt, im Trikot der DDR-Jugendauswahl bei der U-16-EM in Dänemark Vizeeuropameister.
Nach zwei Jahren in Leverkusen wechselte Rydlewicz 1994 zum damaligen Bundesliga-Aufsteiger TSV 1860 München, um nach zwei Jahren zum Werksklub zurückzukehren. Über die Zwischenstation Arminia Bielefeld kam Rydlewicz 2000 zu Hansa Rostock, wo er zum Stammspieler und zeitweiligen Spielführer der Bundesligamannschaft wurde. Seinen letzten Bundesligaeinsatz hatte er am 10. Mai 2008 gegen Bayer Leverkusen absolviert und war der letzte Spieler in der Bundesliga, der bereits in der DDR-Oberliga gespielt hatte. Mit dem Abstieg aus der Bundesliga 2008 und erreichten 199 Ligaspielen für Rostock binnen acht Jahren, beendete Rydlewicz als knapp 35-Jähriger seine aktive sportliche Laufbahn bei Hansa Rostock und schloss sich im Sommer 2008 dem Verbandsligisten Anker Wismar an.
In Wismar sollte der Mittelfeldspieler noch drei Jahre als Führungsspieler aktiv sein und zusätzlich die Aufgaben eines Teammanagers übernehmen. Bereits im Frühjahr 2009 kehrte Rydlewicz aber zum in der zweiten Liga in Abstiegsgefahr geratenen F.C. Hansa zurück, bei dem er Nachfolger Herbert Maronns als Verantwortlicher der Lizenzabteilung wurde. Unter Rydlewicz konnte der F.C. Hansa Rostock 2009 noch überraschend den Klassenerhalt erreichen. Sein bis 2011 befristeter Vertrag galt dabei nur für die ersten zwei Ligen. Nach dem Abstieg vom F.C. Hansa in die 3. Liga wurde er durch Stefan Beinlich ersetzt.
Im August 2010 übernahm Rydlewicz gemeinsam mit Karsten Wenzlawski den Trainerposten der A-Jugend des FSV Bentwisch. 2011 wechselte Rydlewicz – mittlerweile im Besitz einer A-Lizenz – zum FC Energie Cottbus, dessen A-Jugend er in der A-Junioren-Bundesliga-Saison 2011/12 trainierte. Seit 2013 ist René Rydlewicz in Besitz der UEFA-Pro Lizenz. In der Saison 2013/14 fungierte Rydlewicz zeitweise als Co-Trainer von Jörg Böhme bei der Cottbuser Zweitligamannschaft, die er außerdem im letzten Saisonspiel als Interimstrainer betreute.
Am 7. Mai 2016 wurde Rydlewicz bei seinem ehemaligen Verein BFC Dynamo als neuer Cheftrainer und damit Nachfolger von Thomas Stratos ab der Regionalligasaison 2016/17 vorgestellt. In der Saison 2016/17 gewann er mit seiner Mannschaft den Länderpokal und schaffte somit die Qualifikation zur Teilnahme an der ersten Runde des DFB-Pokals. Die Saison 2017/18 war mit dem erneuten Sieg im Länderpokal die erfolgreichste Saison des BFC Dynamo nach der Wiedervereinigung. Am 16. Dezember 2018 wurde sein Rücktritt als Trainer des BFC Dynamo bekannt gegeben.
Seit Juni 2019 ist Rydlewicz als Co-Trainer bei den DFB-Junioren tätig.